# Birgit Dörschel
Birgit Dagmar Dörschel (* 17. März 1945 in Chemnitz; † 30. Dezember 2003 in Dresden) war eine deutsche Physikerin und Professorin für Experimentalphysik bzw. Strahlenwirkung und Dosimetrie an der Technischen Universität Dresden.

## Leben
Dörschel studierte ab 1963 Physik an der TU Dresden. 1968 absolvierte sie eine wissenschaftliche Aspirantur am dortigen Institut für Anwendung radioaktiver Isotope und war im Folgejahr als Assistentin am Wissenschaftsbereich Strahlenschutzphysik tätig. Am 20. Oktober 1970 wurde sie mit einer Dissertation über Neutronen-Personendosimetrie mit Festkörperspurdetektoren in Dresden promoviert. Danach lehrte sie dort als Oberassistentin. 1977 schloss sie die Promotion B zum Dr. sc. nat. mit der Schrift „Neutronen-Personendosimetrie unter Berücksichtigung spektraler Änderungen des Neutronenfeldes“ ab und erlangte 1978 die Lehrbefähigung („facultas docendi“). Ab 1979 lehrte sie als Physik-Dozentin an der TU Dresden und leitete gleichzeitig von 1983 bis 1989 den Wissenschaftsbereich Strahlenschutzphysik. 1987 wurde sie zur ordentlichen Professorin für Experimentalphysik/Dosimetrie berufen.
Nach der deutschen Wiedervereinigung wurde 1991 Dörschels Promotion B in eine Habilitation umgewandelt (Dr. rer. nat. habil.). 1994 übernahm sie die Direktion des Instituts für Strahlenschutzphysik an der TU Dresden. 1995 wurde sie dort als Professorin für Strahlenwirkung und Dosimetrie wiederberufen. Zuvor war Dörschel mit der Begründung mangelnder Bedarf gekündigt worden, die Kündigung musste jedoch zurückgenommen werden, da ihr Fachgebiet an der Universität nicht weggefallen war. In einem Interview gab sie später an, die Zeit nach 1990 sei ihre „größte berufliche Herausforderung“ gewesen.
Dörschels Forschungsschwerpunkt lag im Bereich der Strahlenschutzphysik, für deren wissenschaftliche Basis sie wesentliche Beiträge erbrachte. Dabei förderte sie die interdisziplinäre Zusammenarbeit mit Biologen und Medizinern. Sie engagierte sich auch in der Lehre und betreute fast 70 Diplomarbeiten sowie Dissertationen und Habilitationen. Von 1981 bis 1991 war sie Präsidentin der in der DDR begründeten Vereinigung für Strahlenforschung und Strahlenschutz (VSS). Nachdem sich diese mit dem Fachverband für Strahlenschutz zusammengeschlossen hatte, war Dörschel dort bis 1997 Mitglied des Direktoriums. Sie gehörte den Redaktionsausschüssen der Fachzeitschriften Radiation Protection Dosimetry (ab 1982) und Zeitschrift für medizinische Physik (ab 1990) an. 1991 wurde sie Mitglied des EURADOS/CENDOS-Ausschusses (European Radiation Dosimetry) der EU-Kommission. Ab 1995 saß sie im Forschungsbeirat des Sächsischen Staatsministeriums für Umwelt und Landesentwicklung. Auch war sie ab 1996 Mitglied des Vorstands der Gesellschaft für biologische Strahlenforschung.
Birgit Dörschel erkrankte 1999 schwer, führte ihre wissenschaftliche Arbeit jedoch fort. Sie starb 2003 im Alter von 58 Jahren.

## Veröffentlichungen (Auswahl)
- Neutronen-Personendosimetrie mit Festkörperspurdetektoren. Dissertation, Dresden 1970.
- Volkmar Schuricht, Birgit Dörschel: Strahlenschutzphysik. Deutscher Verlag der Wissenschaften, Berlin 1975.
- Neutronen-Personendosimetrie unter Berücksichtigung spektraler Änderungen des Neutronenfeldes. Dresden, 1976.
- Birgit Dörschel, Lieselott Herforth: Neutronen-Personendosimetrie. (= Lehrbücher und Monographien aus dem Gebiete der exakten Wissenschaften. Physikalische Reihe. Band 7.) Birkhäuser, Basel 1979, ISBN 3-7643-1037-5.
- Birgit Dörschel, Volkmar Schuricht, Joachim Steuer: Praktische Strahlenschutzphysik mit 87 Tabellen. Spektrum Akademischer Verlag, Heidelberg 1992, ISBN 3-86025-013-2.
- Birgit Dörschel, Volkmar Schuricht, Joachim Steuer: The Physics of Radiation Protection. Nuclear Technology Publishing, Ashford 1996, ISBN 1-870965-42-6.